# توم دوترا
توم دوترا (بالإنجليزية: Tom Dutra)‏ (14 سبتمبر 1972 في الولايات المتحدة - ) هو مدرب كرة قدم ولاعب كرة قدم أمريكي في مركز حراسة المرمى. لعب مع Seattle Sounders (1994–2008) ‏ وNew Orleans Storm ‏ وCascade Surge ‏ وLehigh Valley Steam ‏.